# Magnetohydrodynamik
Magnetohydrodynamik, ofta förkortat MHD,  är den vetenskap som studerar hur elektriskt ledande vätskor eller gaser uppför sig i magnetfält. Exempel på sådana medier är flytande metaller och saltvatten men framför allt plasmor i olika tillämpningar som rymdfysik, astrofysik, fusionsenergi, kosmologi, MHD-generatorer och svetsteknik.
MHD har många beröringspunkter med plasmafysiken. Ibland används begreppet magnetofluidmekanik som samlingsbegrepp för forskningsområdena MHD och plasmafysik. Magnetofluidmekaniken har sin viktigaste tillämpning som en beskrivning av fenomen i ett magnetiserat plasma på tids- och rumsskalor mycket längre än gyrofrekvenserna respektive gyroradierna. MHD har en förhistoria sedan förra sekelskiftet, men introducerades på allvar som akademisk disciplin av Hannes Alfvén, vilket gav honom nobelpriset 1970.